# Gerygone
Gerygone – rodzaj ptaków z podrodziny buszówek (Acanthizinae) w obrębie rodziny buszówkowatych (Acanthizidae).

## Zasięg występowania
Rodzaj obejmuje gatunki występujące w Australii, na Nowej Gwinei, Nowej Kaledonii, Vanuatu, Wyspach Salomona, Półwyspie Malajskim, Wyspach Sundajskich, Filipinach, Celebesie i Małych Wyspach Sundajskich.

## Morfologia
Długość ciała 9–12,5 cm; masa ciała 5–11 g.

## Systematyka
Rodzaj zdefiniował w 1838 roku angielski zoolog John Gould w publikacji George’a Roberta Graya Journals of two expeditions of discovery in North-West and Western Australia, during the years 1837, 38, and 39, nadając mu nazwę Psilopus, jednak nazwa ta okazała się młodszym homonimem rodzaju muchówek, który opisał w 1824 roku niemiecki entomolog Johann Wilhelm Meigen. W 1841 roku Gould, zauważając swoją pomyłkę, nadał rodzajowi ptaków nową nazwę – Gerygone. Gatunkiem typowym jest krzakówka białogardła (Gerygone olivacea).

### Etymologia
- Tinamulus: prawdopodobnie od średniowiecznołac. tinulus „przenikliwy”[15].
- Psilopus: gr. ψιλος psilos „nagi, gładki”; πους pous, ποδος podos „stopa”[16].
- Gerygone (Gerigone): gr. γηρυγονος gērugonos „echa”, od γυρευω gēruō „śpiewać”; γονη gone „potomek, dziecko”; w aluzji do cienkiego, żałosnego śpiewu krzakówki białogardłej[17].
- Ostiarius: łac. ostiarius „odźwierny”, od ostium „drzwi”[18].
- Pseudogerygone: gr. ψευδος pseudos – fałszywy; rodzaj Gerygone Gould, 1841[19]. Gatunek typowy: Gerygone personata Gould, 1866.
- Leptotodus: gr. λεπτος leptos „delikatny, smukły”; rodzaj Todus Brisson, 1760 (płaskodziobek)[20]. Gatunek typowy: Leptotodus tenuis Meyer, 1884 (= Gerygone chrysogaster G.R. Gray, 1858).
- Hapolorhynchus (Hapalorhynchus): gr. ἁπαλος hapalos „delikatny”; ῥυγχος rhunkhos „dziób”[21]. Gatunek typowy: Pseudogerygone albofrontata G.R. Gray, 1845.
- Ethelornis: Ethel Rosina White (1876–1926), żona australijskiego ornitologa kpt. Samuela White’a; greckie ορνις ornis, ορνιθος ornithos „ptak”[22]. Gatunek typowy: Gerygone magnirostris Gould, 1843.
- Royigerygone: Raoul „Roy” Sunday Bell (1882–1966), przyrodnik urodzony na wyspie Kermadec; rodzaj Gerygone Gould, 1841[23]. Gatunek typowy: Gerygone modesta von Pelzeln, 1860.
- Wilsonavis: Francis Erasmus Wilson (ur. 1888), australijski chemik analityczny, kolekcjoner, entomolog i ornitolog; łac. avis „ptak”[24]. Gatunek typowy: Psilopus fuscus Gould, 1846 (= Gerygone mouki Mathews, 1912).
- Maorigerygone: Maorysi (ang. Maori), rdzenny lud z Nowej Zelandii; rodzaj Gerygone Gould, 1841[25]. Gatunek typowy: Curruca igata Quoy & Gaimard, 1830.

### Podział systematyczny
Do rodzaju należą następujące gatunki:
- Gerygone mouki Mathews, 1912 – krzakówka szarolica
- Gerygone chrysogaster G.R. Gray, 1858 – krzakówka żółtobrzucha
- Gerygone palpebrosa Wallace, 1865 – krzakówka wąsata
- Gerygone chloronota Gould, 1843 – krzakówka szarogłowa
- Gerygone inornata Wallace, 1864 – krzakówka białobrzucha
- Gerygone olivacea (Gould, 1838) – krzakówka białogardła
- Gerygone sulphurea Wallace, 1864 – krzakówka żółtogardła
- Gerygone magnirostris Gould, 1843 – krzakówka wielkodzioba
- Gerygone dorsalis P.L. Sclater, 1883 – krzakówka rdzawoboczna
- Gerygone tenebrosa (R. Hall, 1901) – krzakówka bagienna
- Gerygone flavolateralis (G.R. Gray, 1859) – krzakówka wachlarzowata
- Gerygone insularis E.P. Ramsay, 1878 – krzakówka wyspowa – takson wymarły na początku XX wieku[27]
- Gerygone modesta von Pelzeln, 1860 – krzakówka samotna
- Gerygone igata (Quoy & Gaimard, 1830) – krzakówka popielata
- Gerygone albofrontata G.R. Gray, 1845 – krzakówka długodzioba
- Gerygone ruficollis Salvadori, 1876 – krzakówka płowobrzucha
- Gerygone levigaster Gould, 1843 – krzakówka namorzynowa
- Gerygone fusca (Gould, 1838) – krzakówka białosterna